# Gyllyngvase

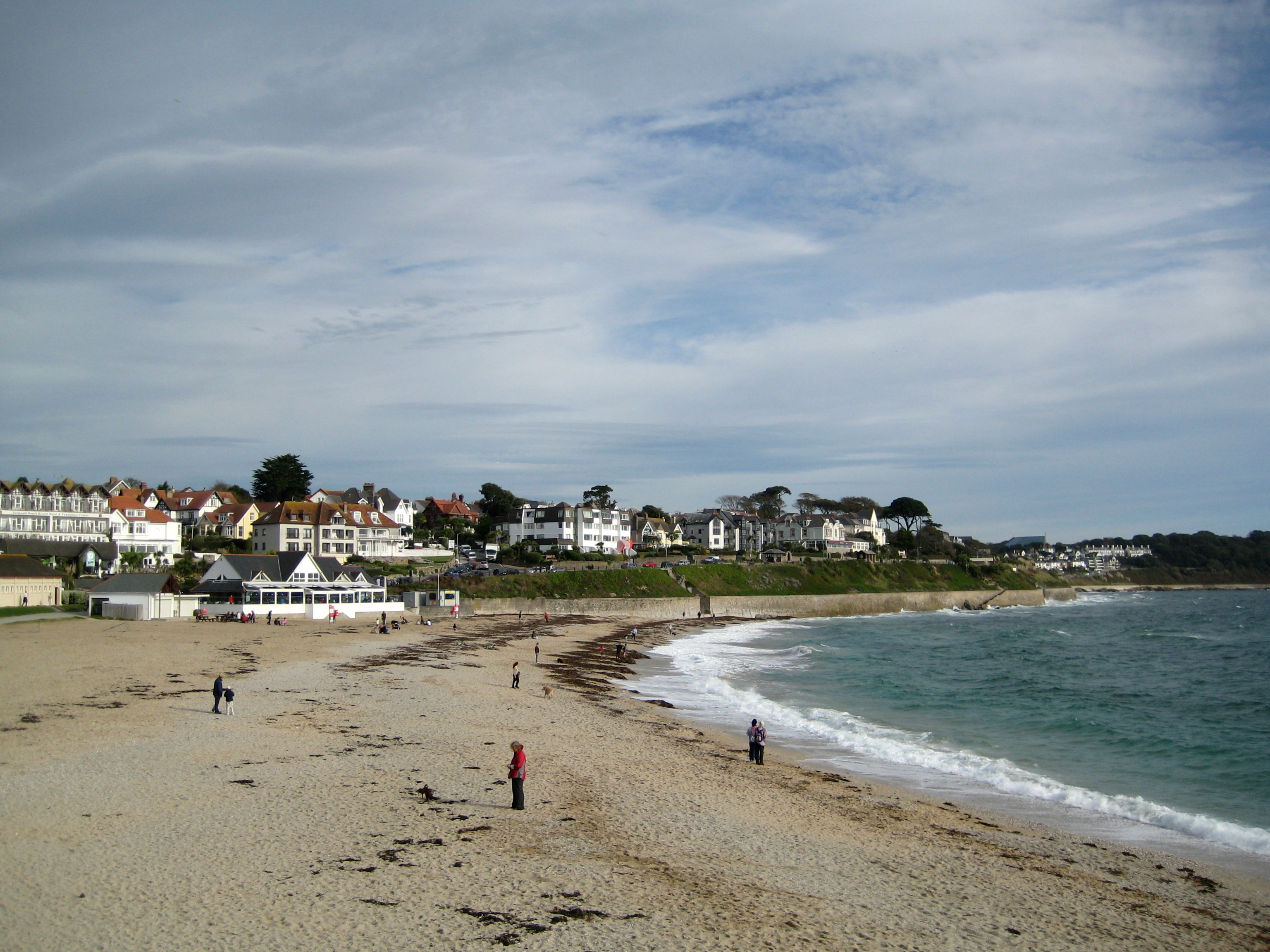
Spiaggia di Gyllyngvase.

Gyllyngvase (in cornico: An Gilen Vas, che significa insenatura poco profonda) è una delle quattro spiagge associate a Falmouth, in Cornovaglia, a sud del Castello di Pendennis.
Si trova a sud del centro di Falmouth, ma era una zona essenzialmente rurale fino alla fine del XIX secolo. Tuttavia, la crescita del turismo nella città verso la fine del XX secolo ha visto l'area diventare più edificata e il lungomare di Cliff Road è diventato sede di numerosi hotel importanti.
Il Bay Hotel aprì nel 1909 a metà strada lungo Cliff Road, ma fu chiuso a causa di un incendio nel 1990 e fu demolito tre anni dopo. Bay Court, un blocco di appartamenti privati a quattro piani, è stato costruito sul sito. I giardini Queen Mary furono aperti accanto alla spiaggia di Gyllngvase nel 1910.
Il Palm Beach Hotel, costruito negli anni '30, fu demolito nel 2007. Si affacciava sui Queen Mary Gardens e aveva chiuso diversi anni prima, dopo essere stato attaccato da vandali e incendiari. Il 30 aprile 2012 il Falmouth Beach Hotel è stato devastato da un incendio scoppiato al terzo piano, che ha causato il crollo del tetto e danni significativi all'edificio. Il fuoco è stato affrontato da circa 100 vigili del fuoco.
Una nave portarinfuse russa, la MV Kuzma Minin, si incagliò al largo di Gyllyngvase il 18 dicembre 2018 e fu sbarcata lo stesso giorno.
La spiaggia di Gyllngvase è ampia a forma di mezzaluna, che scava delicatamente sulla spiaggia sabbiosa con rocce rocciose da esplorare ed è popolare tra i bagnanti a causa delle condizioni generalmente calme.

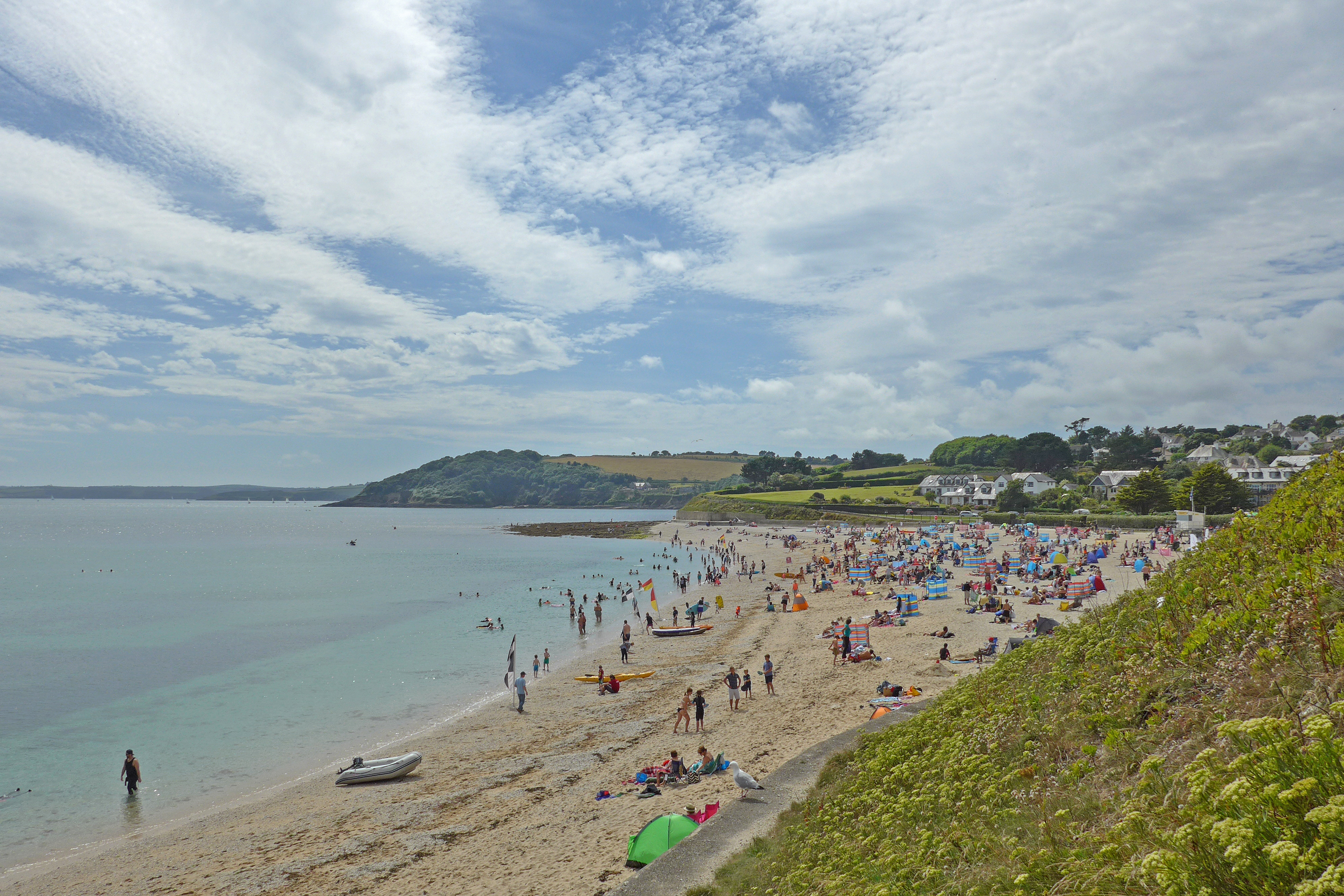
Spiaggia di Gyllyngvase piena di gente.
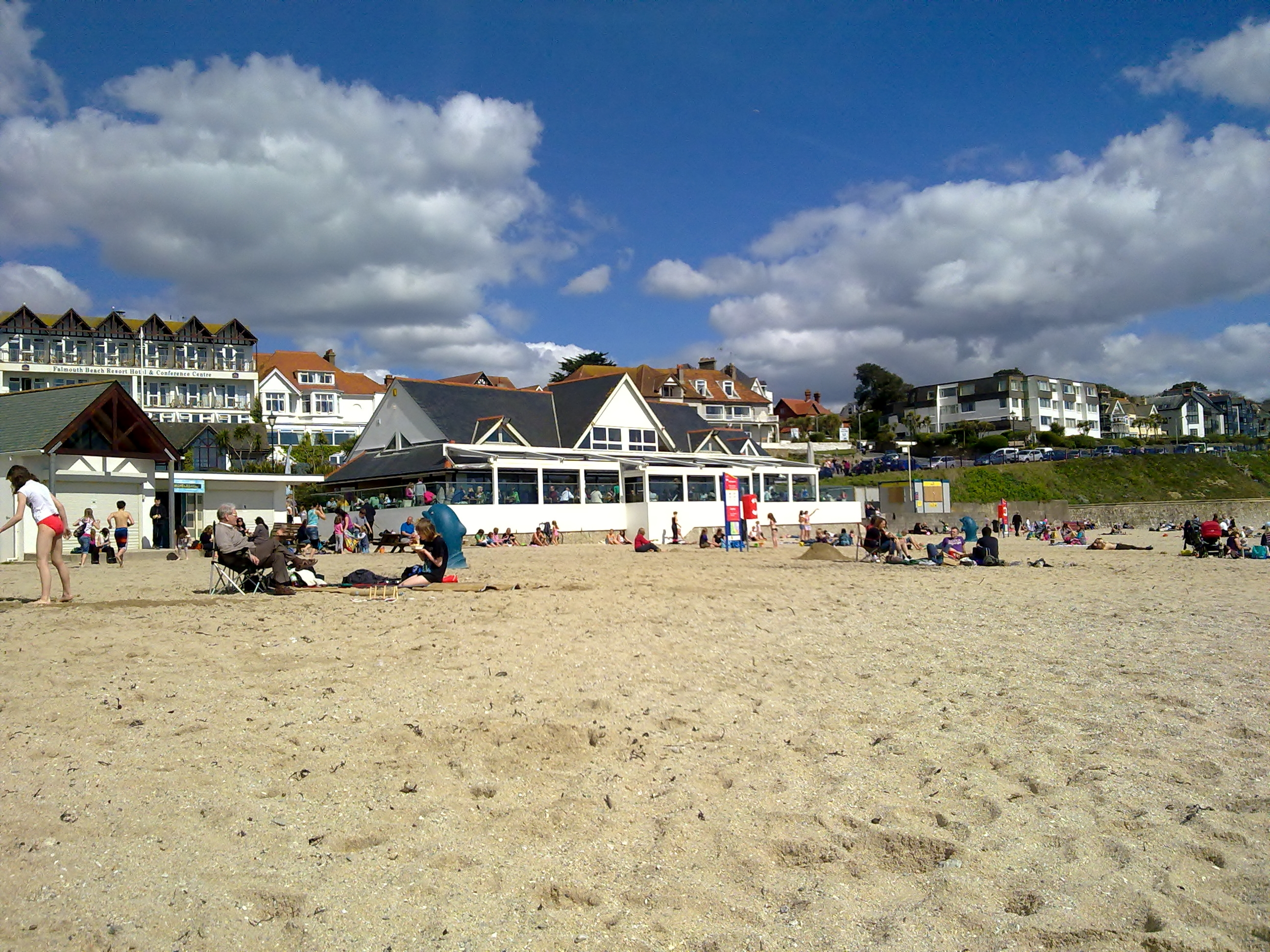
Spiaggia di Gyllyngvase a Falmouth, che mostra il ristorante e gli hotel sul lungomare.